# 員山子分洪道
員山子分洪道（英語：Yuanshanzi Flood Diversion Tunnel）是位於臺灣新北市瑞芳區的水利設施，以隧道方式銜接基隆河瑞芳河段與東海。其主要功能是為了避免基隆河上游在降雨量過大時造成下游地區淹水，而將基隆河部分河水以自然溢過分洪堰方式導引洪水，降低基隆河水位，而洪水則透過分洪隧道經基隆山西麓於東北角的台2線76公里處排入海中。

## 歷史
1987年10月琳恩颱風帶來豪雨，造成台北市廣大地區遭受水患。臺灣省政府水利局規劃總隊重新研擬於員山子築堰分洪之可行性。臺灣省政府為積極推動基隆河治理計畫，經行政院會議指示由經濟部統合各權責單位辦理「基隆河整體治理計畫規劃工作」，經濟部水利處乃於2000年4月完成「基隆河整體治理計畫規劃總報告（草案）」及「基隆河整體治理方案」陳報行政院，行政院指示：「宜考量優先推動員山子分洪工程之可行性」。行政院於同年11月舉辦「基隆河整體治理計畫」簡報會議後裁示推動員山子分洪計畫工作，並於2001年核定員山子分洪工程計畫。
2001年9月18日，納莉颱風水淹臺北城，加速中華民國政府對臺北城水患治理的重視。中華民國立法院於同年10月31日三讀通過「基隆河流域整治特別條例」，開始後來的防洪牆工程、護岸整治、堤後排水及「員山子分洪道」等計畫，由立法委員劉文雄及廖學廣領銜提案。其後，由瑞芳選區的立法委員陳朝龍等持續推動特別預算推動案。
2002年編列特別預算新台幣316億餘元推動「基隆河整體治理計畫」，員山子分洪工程為計畫主體工程之一，於台北縣瑞芳鎮瑞柑新村旁施設進水口分洪結構、開鑿內徑12公尺、長度2,483.5公尺引水隧道及出水口放流設施，完成後每秒可導引1,310立方公尺水量進入東海，使基隆河自侯硐介壽橋以下河段可達200年重現期距之防洪保護標準，其執行經費計約60億元。
早於規劃前期，有資深的水利官員指出，若要達成兩百年防洪標準，其興建經費必須要達到3,000億才有效。在工程開工前，省政府水利處前處長、土木學者李鴻源受訪時指出，在雨量過大時，員山子分洪道可行性待研究而且並不是萬能，「像這次下在陽明山，根本派不上用場」。2002年6月開工，2004年台灣北部地區遭遇911豪雨、納坦颱風及南瑪都颱風，在隧道全段面未襯砌完成前，3次提前啟動應急分洪，有效降低下游洪水位之減災功能，全部工程於2005年7月竣工。
在2015年9月強颱杜鵑來襲時，員山子分洪堰最高水位達66公尺，分洪量達每秒932立方公尺，分洪體積2,021萬立方公尺，相當於8,100個標準游泳池水量。經濟部表示，員山子分洪道可將基隆河81%洪水分流入東海，亞洲最大分洪道「員山子分洪道」確保基隆河下游的北北基地區800萬人口倖免於水患。
2017年10月12日，為自2004年竣工啟用後第40次分洪（該年度第七次分洪）。2017年為員山子分洪道自2004竣工以來年度最多次分洪紀錄，僅10月便已單月至少3次分洪，以往每年最多只有分洪4次（分別於2005年、2007年及2016年）。2017年10月14日當日則是史上首次於24小時內進行3次分洪。

## 設施設計
員山子分洪道開鑿內徑12公尺、長度2,483.5公尺（包含引水隧道及出水口放流設施），坡度為1%。於進水口河段另有興建一座高8公尺，長30公尺之攔河堰，並於其上游右側設長184公尺的側流堰，另於隧道入口前設置靜水池，以減少砂石流入隧道。出水口段則配合穿越台2線公路下方，設置漸變陡槽段及消能池與海岸保護工。消能池長達120公尺，寬35公尺，池內維持深10公尺水墊，可充分吸收水流能量，減低分洪對於海岸環境的衝擊。而當分洪量達每秒1,310立方公尺時，水流流速將達每秒17公尺，工程特別採用每平方公分450公斤之高爐石混凝土抵抗高速水流對於各項水工構造物之磨耗作用。
員山子分洪道自動分洪水位為63公尺，入分流堰水位水位為62.5公尺，隧道滿管水位為67.2公尺。最高可將每秒1,310立方公尺的水量引入東海。除了分洪隧道分流堰，在上游另設有三座梳狀攔河壩，以阻攔巨石與漂流木，避免流入分洪道造成損害。工程執行經費計約新台幣60億元。

### 主要設施
管理中心

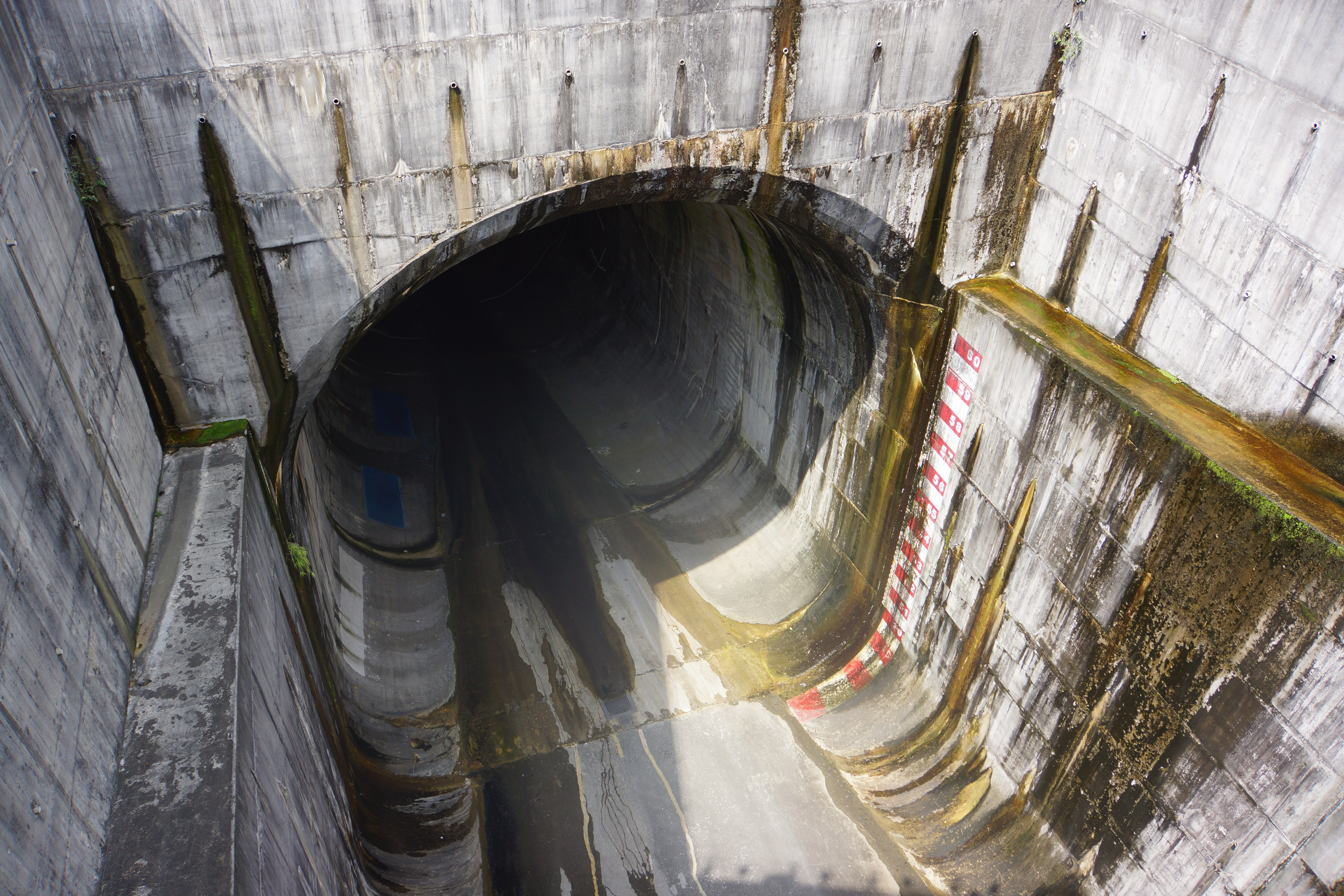
員山子分洪隧道

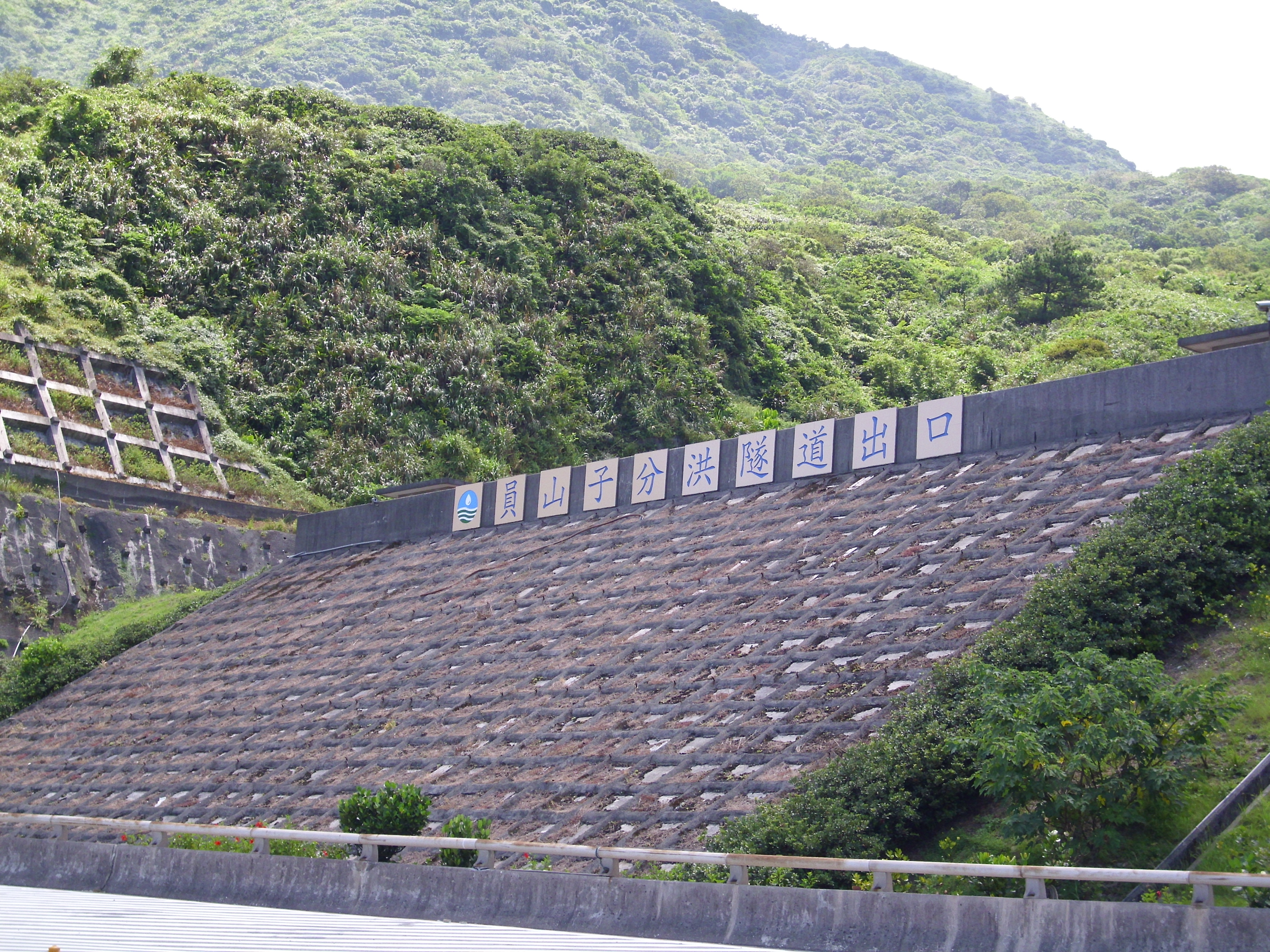
位於台2線旁的員山子分洪隧道出口

- 簡報室：接待參訪團體，可發揮環境教育的功能。
- 監控室：以CCTV監控全區各項設施的運作情形
- 氣象站：以回報當地氣象的概況。
- 觀景平台：設置於管理中心的頂樓。

攔河堰
攔河堰設置於基隆河主流瑞柑新村段，壩體高8公尺，寬30公尺。
梳子壩
在基隆河上游設置三座梳子壩，阻擋因暴雨洪水從基隆河上游夾帶下來的大型石塊與漂流木，以保護河道下方的攔河堰設施不被破壞。
側流堰
平時水量不大時隔離河水進分洪道，當基隆河的河水在豪大雨時，自然溢過側流堰，導引洪水至分洪道靜水池。
分洪堰
為圓弧形的臥箕式堰體。堰體高3公尺，頂長80公尺，堰頂標高63公尺，並於堰體中央設置導流墩，其主要功能是分隔靜水池與排洪隧道，當靜水池內洪水高過堰頂標高的63公尺時，讓洪水以自然溢流的方式漫過堰頂，流入排洪隧道內。
出水口
設置於濱海公路台2線的下方。可將自基隆河上游溢流的洪水，自此出水口排入東海，以減輕淡水河流域面臨洪災的風險。

## 歷次重要的分洪紀錄列表
| 年份   | 月份 | 氣候災害   | 最高水位 （公尺） | 最大分洪流量 （立方公尺/秒） | 分洪時間 （小時） | 分洪總量 （萬立方公尺） | 註釋                                                                                | 資料來源      |
| ------ | ---- | ---------- | ----------------- | ---------------------------- | ----------------- | ----------------------- | ----------------------------------------------------------------------------------- | ------------- |
| 2004年 | 9月  | 911豪雨    | 不適用            | 200                          | 4                 | 97                      | 完工前提前啟動第一次分洪                                                            |               |
| 2004年 | 10月 | 納坦颱風   | 不適用            | 600                          | 7                 | 442                     | 完工前提前啟動第二次分洪 一名臺灣電視公司記者平宗正於採訪此次分洪時遭大水沖走而殉職 |               |
| 2004年 | 12月 | 南瑪都颱風 | 不適用            | 450                          | 19                | 739                     | 完工前提前啟動第三次分洪                                                            |               |
| 2005年 | 7月  | 海棠颱風   | 64.5              | 211                          | 21                | 330                     | 完工後首次的正式分洪                                                                | [ 9 ]         |
| 2005年 | 8月  | 馬莎颱風   | 63.74             | 78                           | 18                | 229                     |                                                                                     | [ 9 ]         |
| 2005年 | 8月  | 泰利颱風   | 64.82             | 382                          | 31                | 1,362                   |                                                                                     | [ 9 ]         |
| 2005年 | 10月 | 龍王颱風   | 63.90             | 115                          | 4                 | 537                     |                                                                                     | [ 9 ]         |
| 2007年 | 9月  | 韋帕颱風   | 63.83             | 76                           | 12.5              | 105                     |                                                                                     | [ 9 ]         |
| 2007年 | 10月 | 柯羅莎颱風 | 65.36             | 640                          | 21                | 1,613                   |                                                                                     | [ 10 ]        |
| 2008年 | 9月  | 辛樂克颱風 | 63.73             | 247                          | 50                | 1,065                   | 分洪時間最久                                                                        | [ 11 ]        |
| 2010年 | 10月 | 梅姬颱風   | 65.1              | 455                          | 40.4              | 1,792                   | 2階段分洪                                                                           |               |
| 2012年 | 6月  | 612水災    | 64.64             | 337                          | 10                | 574.41                  |                                                                                     |               |
| 2012年 | 8月  | 蘇拉颱風   | 65.7              | 773                          | 22.5              | 1,879                   |                                                                                     | [ 12 ]        |
| 2013年 | 8月  | 潭美颱風   | 64.48             | 264                          | 7                 | 233                     |                                                                                     | [ 13 ] [ 14 ] |
| 2014年 | 6月  | 623豪雨    | 65.53             | 680                          | 8                 | 627.15                  |                                                                                     |               |
| 2015年 | 8月  | 蘇迪勒颱風 | 65.6              | 730                          | 22                | 1,435                   |                                                                                     | [ 15 ]        |
| 2015年 | 9月  | 杜鵑颱風   | 66.02             | 932                          | 20                | 2,021                   | 分洪水位及分洪總量皆刷新2012年蘇拉颱風所保持之紀錄，創下歷年來最高值                | [ 16 ]        |
| 2016年 | 7月  | 尼伯特颱風 | 63.70             | 71                           | 2                 | 18.77                   |                                                                                     |               |
| 2016年 | 9月  | 0909豪雨   | 117               | 3.5                          | 55.2              |                         |                                                                                     |               |
| 2016年 | 9月  | 馬勒卡颱風 | 64.3              | 211                          | 9.5               | 223                     |                                                                                     |               |
| 2016年 | 9月  | 梅姬颱風   | 64.83             | 386                          | 17.5              | 937                     |                                                                                     | [ 17 ]        |
| 2017年 | 10月 | 1009豪雨   | 63.8              | 90                           | 13                | 156                     |                                                                                     |               |
| 2017年 | 10月 | 1010豪雨   | 63.7              | 69                           | 6                 | 50.2                    |                                                                                     |               |
| 2017年 | 10月 | 1012豪雨   | 64.07             | 150                          | 16                | 297                     |                                                                                     |               |
| 2021年 | 7月  | 花颱風     | 63.9              | 102                          | 9                 | 124                     |                                                                                     | [ 18 ]        |
| 2022年 | 10月 | 尼莎颱風   | 65.02             | 431                          | 44.9              | 1,362                   |                                                                                     |               |
| 2024年 | 7月  | 凱米颱風   | 63.4              | 31                           | 19.5              | 50.97                   |                                                                                     | [ 19 ] [ 20 ] |
| 2024年 | 9月  | 0922豪雨   | 65.67             | 795                          | 17                | 1,498.39                |                                                                                     | [ 21 ]        |
| 2024年 | 10月 | 山陀兒颱風 | 64.27             | 217                          | 21                | 454.71                  |                                                                                     | [ 22 ]        |
| 2024年 | 10月 | 1023豪雨   | 63.86             | 115                          | 16                | 313.62                  |                                                                                     |               |
| 2024年 | 10月 | 康芮颱風   | 64.65             | 357                          | 15                | 413.18                  |                                                                                     | [ 23 ]        |

## 外部連結
- 經濟部水利署第十河川分署官方網站上的員山子分洪道（繁體中文）